# ناکازوخ
ناکازوخ (به لاتین: Nakazukh) یک منطقهٔ مسکونی در روسیه است که در داغستان واقع شده‌است.